# Sanremese Calcio
La S.S.D. Sanremese Calcio S.r.l. (comunemente nota come Sanremese, e legalmente registrata come S.S.D. Unione Sanremo S.r.l.), è una società calcistica italiana con sede nella città di Sanremo (IM), milita in Serie D. 
Costituita nel 2015 come Società Sportiva Dilettantistica Unione Sanremo previa ridenominazione dell'Associazione Sportiva Dilettantistica Carlin's Boys, prosegue la tradizione sportiva iniziata nel 1904 con la fondazione dell'Unione Sportiva Sanremese e poi transitata attraverso vari soggetti giuridici, ultimo dei quali l'Associazione Sportiva Dilettantistica Sanremese, che all'atto del proprio ritiro cedette alla Carlin's Boys i propri colori sociali biancazzurri e, in un secondo momento, i propri diritti di denominazione, consentendo nel 2019 la riadozione a tutti gli effetti del nome Sanremese.
La squadra vanta come maggior successo della propria storia tre partecipazioni al campionato di Serie B a girone unico, ove il miglior piazzamento è costituito dal nono posto nella stagione 1937-1938; nel proprio palmarès annovera la conquista di una Coppa Italia Dilettanti.
Nella stagione 2024-2025 milita nel girone A di Serie D, quarta divisione del campionato italiano di calcio.

## Storia

### Dal 1904 al 1987

#### La fondazione
Nel 1904 fu fondata a Sanremo l'Unione Sportiva Sanremese, ma la sezione calcistica vedrà la luce solamente nel 1919: precedentemente, difesero l'onore footballistico cittadino La Speranza, l'Ausonia F.B.C. e il Sanremo F.B.C. (la prima e la terza emanazioni di "Società di Ginnastica"). I primi allori conquistati dalla Sanremese, ancora non iscritta ai campionati F.I.G.C. al pari di tutte le consorelle dell'allora provincia di Porto Maurizio, furono la Coppa Sghirla nel 1920 e la Coppa Locatelli nel 1922: si trattò di tornei provinciali di cui l'Unione Sportiva fu promotrice e organizzatrice.
Dopo aver giocato nei campionati U.L.I.C. negli anni Venti e nei primi anni Trenta, la squadra partecipò ai campionati F.I.G.C. e vinse il campionato di Prima Divisione 1934-1935, ma non riuscì a qualificarsi per la serie B negli spareggi contro Siena, Udinese e Reggiana. Nella stagione 1935-1936 Sanremese e Spezia chiusero il campionato di serie C in testa a quota 46 punti, rendendo necessario uno spareggio per la promozione. Allo Stadio Marassi di Genova i matuziani vinsero 1-0, ma lo Spezia protestò per delle irregolarità tecniche e, dopo un'inchiesta, venne decisa la ripetizione della partita. I giocatori della Sanremese rifiutarono di giocare e persero la partita a tavolino, restando in Serie C.
Nella Coppa Italia 1935-1936 i liguri, dopo aver passato i primi tre turni eliminatori, si trovarono contro la Juventus ai sedicesimi di finale, venendo sconfitti per 4-1.

#### 1937: la storica promozione in Serie B
Nella stagione 1936-1937 la Sanremese vinse il campionato e venne promossa in Serie B. Durante la Coppa Italia 1936-1937 i matuziani furono protagonisti di un grande cammino, fermato agli ottavi di finale dall'Ambrosiana-Inter che vinse per 3-1, dopo aver superato l'Hellas Verona ai sedicesimi.
In Serie B la Sanremese ottenne un nono posto nella stagione 1937-1938 e un undicesimo posto nella stagione successiva, per poi retrocedere nella stagione calcistica 1939-1940, disputando l'ultima partita nella serie cadetta contro il Palermo, vincendo per 2-1.

#### Nuovo periodo in Serie C

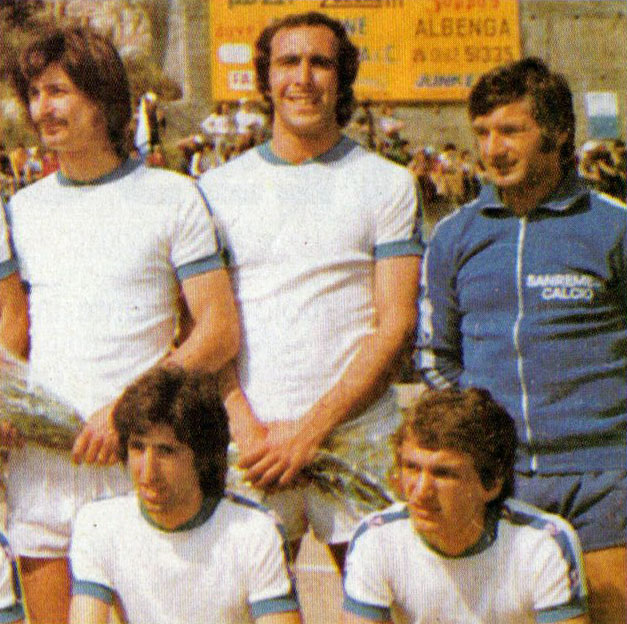
Dettaglio di una foto di gruppo della stagione 1974-1975: al centro in piedi si riconosce Gian Piero Ventura, futuro CT della nazionale italiana

Negli anni quaranta la Sanremese provò a tornare in Serie B, ma senza successo. Nella stagione 1946-1947 si classificò prima nel girone A della Lega Interregionale Nord, mancando la promozione nei successivi spareggi contro i vincitori dei gironi B e C, rispettivamente Asti e Magenta, con cui disputò un triangolare che premiò la formazione lombarda. Si classificò poi seconda nella Serie C 1950-1951, sfiorando la promozione che invece fu ottenuta dal Monza, che terminò il campionato con due punti di vantaggio. La stagione seguente portò un nuovo secondo posto alle spalle del Vigevano, in quello che però era l'ultimo campionato prima della riforma della nuova Serie C: con il secondo posto ottenuto, la Sanremese vi fu ammessa, mentre tutte le squadre dal quinto posto in giù vennero retrocesse in IV Serie.
Con la riforma dei campionati la società partecipò, a partire dallaviene stagione 1952-1953, a tutti i sette campionati della nuova serie C a girone unico, fino alla nuova riforma del 1958. Andò vicina alla promozione in Serie B nelle stagioni 1952-1953 e 1953-1954, quando si classificò al quarto posto, mentre nelle annate seguenti raggiunse dei piazzamenti di metà classifica, fino ad arrivare alla retrocessione nella stagione 1962-1963.
Gli anni sessanta furono estremamente negativi per la squadra, che retrocedette prima in Serie D nella stagione 1962-1963, e poi in Promozione ligure nella stagione 1969-1970. Nella stagione 1972-1973 rischiò anche la retrocessione in Prima Categoria, ma riuscì a salvarsi classificandosi decima.
Arrivò prima nella stagione 1974-1975 e venne promossa in Serie D; tre anni dopo, in seguito ad un ripescaggio, approdò in Serie C2, ritornando tra i professionisti dopo più di un decennio.

#### 1979: la promozione in C1
Dopo qualche anno, la Sanremese dominò il campionato 1978-1979 arrivando prima e tornò nella terza serie del campionato italiano dopo 16 anni passati nelle categorie minori. La società fu premiata con la Stella d'argento CONI nel 1980. Negli anni in C1 la Sanremese ottenne un ottimo quarto posto, da neo-promossa, nella stagione 1979-1980 e poté partecipare al Torneo Anglo-Italiano l'anno successivo, ottenendo un pareggio per 2-2 nella partita contro l'Oxford City, una sconfitta 1-0 contro il Poole Town, e due vittorie contro Hungerford Town e Bridgend Town, rispettivamente per 3-1 e 2-1. Chiuse terza nel girone, con 7 punti, dietro Modena e Francavilla.
Buoni risultati inoltre arrivarono dalla Coppa Italia Serie C, nella quale giunse alle semifinali nell'edizione 1982-1983, quando venne sconfitta nel doppio confronto dalla Carrarese, in un cammino che la vide superare agli ottavi di finale il blasonato Brescia; nell'edizione 1985-1986, nonostante il campionato disastroso, la squadra ottenne l'approdo ai quarti di finale in coppa, dove venne eliminata dal Modena.
Nelle stagioni successive terminò i campionati di C1 in posizioni di media/bassa classifica, spesso ottenendo faticose salvezze, come nella stagione Serie C1 1982-1983 in cui si salvò grazie alla classifica avulsa, risultati che comunque consentirono di mantenere la categoria.
L'8 febbraio 1985 i matuziani ottennero una storica vittoria in una partita amichevole contro l'Inter, allenata 
da Ilario Castagner, allo Stadio comunale di Sanremo, con il risultato di 2-1.

#### Il fallimento del 1987

Una formazione della stagione 1986-1987

La Sanremese rimase in C1 fino alla stagione 1985-1986, quando si classificò ultima nel proprio girone e retrocedette. L'anno successivo fu disastroso: infatti, nella stagione 1986-87 di C2, la Sanremese arrivò penultima nel suo girone, retrocedendo in Serie D. Nell'estate 1987 la società, non riuscendo ad iscriversi in Serie D per difficoltà economiche, fallì.

### Dal 1987 al 2008

#### La prima rifondazione
Una nuova società ripartì dalla Terza Categoria nel 1987, con il nome "Sanremese Football Club 1904". Nel campionato 1987-1988 la squadra, allenata da Luigi Cichero, vinse il campionato dopo lo spareggio-promozione contro l'Imperia, che fallì, come la Sanremese l'anno prima.
Negli anni successivi vinse il campionato di Seconda e Prima Categoria, arrivando poi terza nel girone A di Promozione Liguria 1990-1991 e venendo ammessa, per completamento degli organici, in Eccellenza Liguria; fu poi promossa nel Campionato Nazionale Dilettanti nella stagione 1991-1992; in tale stagione l'altra squadra cittadina, il "Sanremo 80", si fuse con la Sanremese FC, facendo nascere l'Unione Sportiva Sanremese Calcio.
Negli anni successivi la squadra retrocesse in Eccellenza nella stagione 1993-1994, per poi vincere il campionato 1995-1996 e tornare nel CND (nella stessa stagione vinse anche la Coppa Italia Liguria).

#### Verso il terzo millennio: tra professionismo e dilettantismo
La Sanremese tornò nel calcio professionistico nel 1998, vincendo il girone A del Campionato Nazionale Dilettanti 1997-1998: con il Direttore sportivo Giovanni Gullo venne promossa in C2, perdendo però la finale della poule-scudetto dilettanti contro il Giugliano. Dopo essersi salvata nel campionato seguente, iniziò invece male il nuovo millennio, con la partenza di Gullo (che ritornò a fare lo scouting per il Milan) e la retrocessione in Serie D nella stagione 1999-2000.
Nei primi anni duemila la Sanremese rischiò nuovamente il fallimento, ma con gli aiuti di venti imprenditori locali e grazie a Giovanni Gullo Direttore sportivo e Luigi Cichero allenatore della squadra, si iscrisse nella Serie D 2000-2001, che chiuse all'undicesimo posto. Nelle successive due stagioni ottenne un quinto posto nel 2001-2002 e un quarto posto nella stagione 2002-2003, nella quale si ebbe un nuovo gruppo societario che portò molta fiducia nell'ambiente.
Alla prima giornata del campionato successivo, però, la Sanremese, partita con grandi ambizioni, perse dopo una deludente e incolore prestazione per 1-0, spingendo il nuovo presidente Ruggeri ad esonerare Luigi Cichero, che dai tempi della Terza Categoria aveva guidato la rinascita della squadra. Con il nuovo esperto allenatore Fausto Silipo la squadra arrivò ai play-off, ma nella finale il Sansovino ebbe la meglio.
Nella stagione 2003-2004, con il Direttore generale Antonio Soda e il Direttore sportivo Giovanni Gullo, arrivò seconda nel proprio girone, qualificandosi ai play-off, dove superò Sestrese e Lavagnese e venne ripescata in Serie C2, con il nuovo allenatore Soda che prese il posto di Silipo durante la stagione.
La stagione 2004-2005 venne chiusa con un sesto posto, mancando per poco la qualificazione ai play-off. L'anno successivo fu molto importante per la Sanremese. Infatti in Coppa Italia Serie C vinse contro squadre più blasonate come Lucchese e Pro Patria e conquistò la finale contro il Gallipoli. L'andata in Puglia si chiuse con una sconfitta per i matuziani per 1-0, mentre il ritorno venne vinto dalla Sanremese per 2-1 davanti a 3000 persone, ma il trofeo venne vinto comunque dai pugliesi per la regola dei gol in trasferta.
La squadra disputò la Coppa Italia 2006-2007, dove incontrò al primo turno la Triestina, che sconfisse i matuziani 1-0 dopo i tempi supplementari.
Nella stagione 2006-2007 la squadra retrocedette in Serie D e l'anno successivo, travolta dai debiti dopo l'addio del presidente Giulio Pianese, arrivò anche una seconda retrocessione in Eccellenza, dopo la sconfitta nei play-out contro il Casale.

#### 2008: l'inattività
La squadra non riuscì ad iscriversi in Eccellenza regionale nella stagione 2008-2009 e il 10 luglio 2008 venne dichiarata inattiva. L'iscrizione venne rifiutata per il mancato ripianamento dei debiti federali, ammontanti a 300.000 €, oltre a vari debiti non precisamente quantificati, ma stimati tra 1.500.000 € e 2.000.000 €.

### Dal 2008 al 2011

#### La seconda rifondazione

Logo dell'USD Sanremese Calcio 1904, adottato dal 2009 al 2015: accanto al simbolo comunale appare il Petisso, mascotte del club

Il 4 agosto 2009 la società Ospedaletti-Sanremo della famiglia Del Gratta (con sede a Sanremo, ma operante in altro comune), che aveva appena vinto il campionato di Promozione, rilevò la denominazione "U.S.D. Sanremese 1904" da Carlo Barillà, ultimo presidente della gloriosa "Unione Sportiva Sanremese Calcio 1904", rinata nel 2008 quando nel campionato di Seconda Categoria Liguria 2008-2009 si era classificata al 10º posto. Nella stagione 2009-2010 vinse il campionato regionale di Eccellenza ligure (e per la seconda volta la Coppa Italia Liguria) e approdò in Serie D.
Nel frattempo l'altra società di Sanremo, la "Sanremo Boys", che avrebbe dovuto prendere la denominazione di "U.S. Sanremese Calcio 1911", si classifico al 2º posto nel campionato di Seconda Categoria Liguria 2008-2009.

#### Dal ritorno in Seconda Divisione alla liquidazione
Nell'estate 2010 la società presentò domanda d'ammissione, tramite ripescaggio, alla Seconda Divisione, versando 200.000 euro con assegno circolare e 400.000 euro di fideiussione, e cambiò ragione sociale, da Unione Sportiva Dilettantistica ad Unione Sportiva, come sollecitata dalla Lega Pro. Il 4 agosto 2010 fu ufficialmente ripescata in Seconda Divisione e assegnata al girone A.
Il campionato professionistico nella stagione 2010-2011 fu molto difficoltoso; la squadra riuscì solo alla penultima giornata ad assicurarsi la matematica certezza dei playout contro la Sacilese, dopo la vittoria casalinga contro il Rodengo Saiano per 3-2, dopo aver cambiato ben 4 allenatori e aver passato più di 20 giornate in ultima posizione. La squadra, allenata da Giancarlo Calabria, si salvò dopo lo spareggio, grazie alla vittoria casalinga ottenuta in rimonta per 2-1 e al pareggio esterno per 1-1 in Friuli nella partita di ritorno. Nel mentre la società era entrata in crisi anche sul lato amministrativo, per via dei problemi giudiziari che interessarono Marco Del Gratta e suo padre Riccardo, presidente e amministratore delegato, che ad aprile 2011 li costrinsero alle dimissioni.
Nell'estate 2011, a seguito del disimpegno dei Del Gratta, che non riuscirono a trovare un acquirente per la società, non venne presenta la fideiussione di 300.000 € necessaria per l'iscrizione al campionato: la Sanremese venne così esclusa dalla Lega Pro Seconda Divisione 2011-2012.

### Dal 2012 al 2015

#### La terza rifondazione
Nell'estate 2012, dopo un anno di inattività, l'imprenditore Luca Colangelo rifondò la società come A.S.D. Sanremese.

#### Dalla Terza alla Prima Categoria
La squadra ripartì dalla Terza Categoria Savona/Imperia (il più basso livello del calcio italiano), disputando le gare casalinghe a Pian di Poma e concludendo al secondo posto il campionato 2012-13, perdendo poi i playoff per la promozione. Nell'estate 2013 ottenne comunque il ripescaggio in Seconda Categoria Liguria nel girone AB, tornando a disputare le partite casalinghe allo stadio comunale cittadino.
Concluse la stagione 2013-14 al secondo posto, accedendo ai play off, che vinse dopo aver superato in semifinale il Santo Stefano al Mare col risultato di 2-1 e in finale il Pontelungo, col risultato di 1-0 dopo i tempi supplementari. Centrò pertanto la seconda promozione in due anni dopo la ripartenza dalla Terza Categoria.
Nell'estate 2014 divenne presidente Alessio Graglia, mentre l'allenatore della stagione 2014-15 in Prima Categoria Liguria nel girone A fu Vincenzo Stragapede. A causa di problemi personali l'allenatore e la Sanremese si separarono ai primi di novembre con la squadra in 8ª posizione. La stagione divenne fallimentare con il nuovo allenatore Tiziano Brizio: la squadra chiuse il campionato in ultima posizione, retrocedendo in Seconda Categoria dopo appena una stagione.

### 2015: la quarta rifondazione

#### Nasce l'Unione Sanremo

Il simbolo dell'Unione Sanremo

Nell'estate 2015 la squadra nerazzurra di Sanremo dell'A.S.D. Carlin's Boys, fondata nel 1947 con matricola FIGC 68185, vincitrice del girone A del Campionato di Promozione 2014-2015 oltre che del Trofeo regionale di Promozione e della Coppa Italia Liguria di Promozione, strinse un accordo con l'A.S.D. Sanremese, che si ritirò dalla scena calcistica per ridare alla città una squadra di vertice come lo era stata la storica Sanremese e cambiò la propria denominazione sociale in Società Sportiva Dilettantistica Unione Sanremo S.r.l., gestendo anche il settore giovanile con la scuola calcio Sanremese e l'organizzazione del torneo giovanile estivo istituito dalla Carlin's Boys.

#### 2015-16

##### In Eccellenza
La nuova società, allenata inizialmente dall'ex giocatore della Sanremese Valentino Papa, ripartì così dal campionato di Eccellenza nella stagione 2015-2016 come maggior favorita per la promozione, dopo gli importanti acquisti effettuati dal presidente Renato Bersano.
Dopo la 10ª giornata, dopo aver ottenuto 6 vittorie (di cui 5 consecutive nelle prime cinque partite), 3 pareggi e una sconfitta, per un totale di 21 punti, con la squadra al 2º posto in classifica a 2 punti dalla capolista "Magra Azzurri", per divergenze sulla prossima campagna acquisti venne sciolto consensualmente il rapporto con il tecnico Valentino Papa al suo posto il 17 novembre 2015 viene ingaggiato Roberto Cevoli.
La squadra concluse il girone d'andata al 3º posto con 31 punti, dietro la capolista Magra Azzurri a 36 e il Finale a 33, frutto di 9 vittorie, 4 pareggi e 2 sconfitte con 31 gol fatti e 17 subiti.
Si classificò a fine campionato al secondo posto a 58 punti, dietro alla capolista Finale e a pari merito con il Magra Azzurri, ottenendo nelle 30 giornate di campionato 17 vittorie, 7 pareggi e 6 sconfitte, con 59 gol fatti e 31 subiti.

##### La vittoria in Coppa Italia Dilettanti e la promozione in Serie D
Il risultato più prestigioso della stagione fu tuttavia costituito dalla conquista della Coppa Italia Dilettanti.
Dopo aver vinto la fase regionale battendo 2-1 in finale il Rapallo, l'Unione Sanremo accedette alla fase nazionale: inserita nel girone A assieme all'Alpignano e all'Ardor Lazzate, vinse il girone con due vittorie su altrettante partite e si qualificò ai quarti di finale.
Nel doppio incontro dei quarti contro i triestini del Vesna di Santa Croce, l'Unione pareggiò 2-2 l'incontro di andata disputato in casa e vinse per 3-1 la partita di ritorno, accedendo alla semifinale contro il Fabriano Cerreto: il doppio confronto si risolse in un pareggio per 1-1 all'andata a Fabriano e una vittoria casalinga per 2-2 al ritorno.
La finale, disputata allo Stadio Comunale Gino Bozzi di Firenze, vide l'Unione Sanremo incontrare il Mazara, arrivato all'atto conclusivo del trofeo superando in semifinale il Cassino. I biancoazzurri prevalsero per 2-0 grazie ai gol di Cardini su rigore nel primo tempo e di Scalzi nel primo minuto di recupero del secondo tempo. L'Unione Sanremo vinse quindi per la prima volta nella sua storia la Coppa Italia Dilettanti, che tornò in Liguria a distanza di oltre 20 anni dall'ultimo successo (ottenuto dal Savona nella stagione 1990-1991). In virtù di tale successo l'Unione Sanremo venne promossa automaticamente in Serie D.

#### Dal 2016: il ritorno in Serie D e il nuovo assetto societario

##### Stagione 2016-17
Per la stagione 2016-2017, senza mutare ragione sociale, l'Unione Sanremo si iscrisse alla Serie D e riadottò in via informale il simbolo storico e il nome della Sanremese. Inseriti nel girone E, i biancazzurri terminarono l'andata al terzo posto con 28 punti; il ritorno vide tuttavia una lieve involuzione, che li portò a concludere la stagione al sesto posto con 50 punti, mancando di 3 lunghezze la zona playoff.

##### Stagione 2017-18
Nel luglio 2017 Renato Bersano, con l'obiettivo di rafforzare la compagine societaria e con lo scopo di costruire una squadra capace di lottare per la promozione in Serie C, cedette una parte delle sue quote all'ex patron Marco Del Gratta e a Dino Miani, che diventò il nuovo vicepresidente insieme a Marco Ventimiglia. Entrambi i nuovi soci provenivano dalla vicina società Argentina Arma, anch'essa militante in Serie D. Subito dopo Renato Bersano, mantenendo comunque la maggioranza delle azioni, cedette la presidenza a Glauco Ferrara.
La squadra si dimostrò competitiva, collocandosi nelle primissime posizioni del girone E; il 7 dicembre, tuttavia, dopo la sconfitta casalinga alla 15ª giornata con il Seravezza per 3-1, il tecnico Giancarlo Calabria risolse consensualmente il rapporto di collaborazione coi matuziani, che l'indomani chiamarono a sostituirlo Francesco Massimo Costantino. Il girone d'andata terminò al 2º posto con 36 punti, uno in meno della capolista Ponsacco.
Il 20 marzo 2018, dopo la sconfitta casalinga alla 27ª giornata con la capolista Ponsacco per 2-0, l'allenatore Costantino si dimise. Con lui la Sanremese aveva avuto un ottimo avvio, ottenendo con 18 punti nelle prime 7 gare il primato in classifica, ma con soli 3 punti nelle ultime 5 partite e un unico goal segnato era ritornata al 2º posto, con un distacco di 4 punti a 7 giornate dal termine. Venne sostituito da Alessandro Lupo, tecnico degli Allievi.

## Colori e simboli

### Colori
Fin dal 1904 i colori sociali della Sanremese sono il bianco e l'azzurro. La maglia casalinga presenta generalmente la seconda tinta come colore dominante, col bianco quale colore complementare: non sono tuttavia storicamente mancate soluzioni differenti, quali il template palato in uso nella stagione 2008-2009. La tinta bianca è invece generalmente prevalente sulla seconda casacca, che in determinati casi ha però adottato il colore nero con fascia pettorale azzurra.

### Mascotte
Dal 2009 la mascotte del club, ideata dall'allora responsabile marketing Sergio Leuzzi, è il Petisso (o u Petissu), un ragazzino vestito in maglia biancoceleste, con un foulard al collo e un cappello azzurro in testa. Il nome (che significa letteralmente "piccoletto") è ispirato al soprannome di Orlando Rao, giocatore-simbolo e poi allenatore dei matuziani.

## Strutture

### Stadio

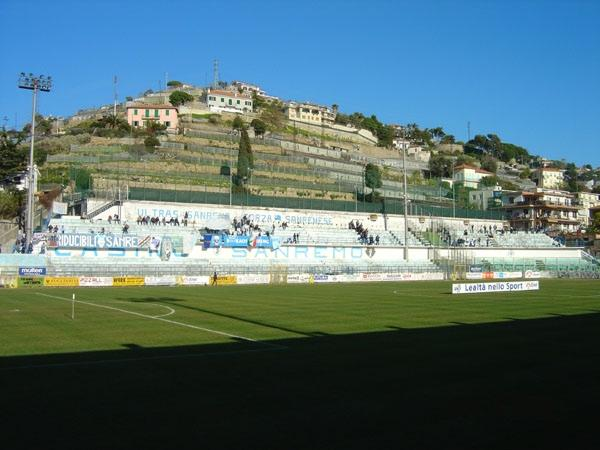
Il settore distinti del Comunale.

La Sanremese gioca le partite casalinghe presso lo Stadio comunale di Sanremo. La costruzione dell'impianto iniziò alla fine del 1930. Era polifunzionale, oltre a dover ospitare partite di calcio, aveva una pista d'atletica larga 5 metri, quattro campi da tennis, un campo per il pallone elastico e conteneva alcune sale per la lotta e la boxe. Nel 1932 venne inaugurato con una partita amichevole tra le selezioni giovanili di Imperia e Savona, partita finita con il risultato di 2-1, e da un'altra amichevole tra Genoa e Wiener, che terminò col risultato di 3-3, con ben 15000 spettatori, che non trovando spazio sugli spalti si accomodarono sulla pista d'atletica. La costruzione dello stadio Comunale, grazie al suo progetto, fu seguita anche da Jules Rimet.
In origine il nome dell'impianto era "Stadio Littorio", nome molto usato nel periodo del fascismo, cambiato poi alla fine della guerra nell'attuale "Stadio comunale".

## Società

### Organigramma societario
Di seguito è riportato lo staff amministrativo della squadra.

### Settore giovanile
A decorrere dalla rifondazione del 2015, la Sanremese Calcio (già Unione Sanremo) si fa carico dell'organizzazione del Torneo Internazionale Carlin's Boys, competizione internazionale calcistica riservata alla categoria under-19.

## Allenatori e presidenti
- 1932-1933  Cesare Cassanelli
- 1933-1934 ?
- 1934-1935 ?
- 1935-1936  Karl Rumbold,  Filippo Pascucci
- 1936-1937  Karl Rumbold,  Filippo Pascucci
- 1937-1938  József Wereb,  Filippo Pascucci,  József Wereb
- 1938-1939  Filippo Pascucci
- 1939-1940  Renato Cattaneo
- 1940-1941  Amilcare Gilardoni
- 1941-1942  Carlo Carcano
- 1942-1943  Mario Varglien
- 1943-1945 campionati fermi a causa degli eventi bellici
- 1945-1946  Ernesto Tomasi
- 1946-1947  Corrado Tamietti
- 1947-1948  Giacomo Neri,  Italo Rossi
- 1948-1949  Italo Rossi
- 1949-1950  Aldo Biffi
- 1950-1951  Aldo Biffi,  Ernesto Tomasi
- 1951-1952  Ernesto Tomasi,  Filippo Pascucci
- 1952-1953  Filippo Pascucci,  Giovanni Brezzi
- 1953-1954  Giovanni Brezzi
- 1954-1956  Mario Ventimiglia
- 1956-1957  Mario Ventimiglia,  Alessandro Von Mayer
- 1957-1959  Alessandro Von Mayer
- 1959-1960  Ubaldo Narducci
- 1960-1962  Mario Ventimiglia
- 1962-1963  Mario Ventimiglia,  Libero Bartoli,  Mario Ventimiglia
- 1963-1964  Aurelio Marchese
- 1964-1965  Orlando Rao
- 1965-1967  Mario Ventimiglia
- 1967-1968  Mario Ventimiglia,  Amerigo Curti
- 1968-1969  Amerigo Curti,  G. Calcagno,  Mario Ventimiglia
- 1969-1970  Alessandro Von Mayer,  Gino Bertucco
- 1970-1971  A. Peruzzo
- 1971-1972  Remo Marmo
- 1972-1973  Remo Marmo,  Ezio Caboni
- 1973-1974  Ernesto Novelli,  Giovanni Brenna
- 1974-1975  Giovanni Brenna
- 1975-1976  Giovanni Brenna,  Cesare Campagnoli
- 1976-1977  Luigi Bodi,  Alessandro Von Mayer
- 1977-1979  Elvio Fontana
- 1978-1980  Ezio Caboni
- 1980-1981  Giancarlo Danova
- 1981-1982  Bruno Baveni,  Giorgio Canali
- 1982-1983  Giorgio Canali
- 1983-1984  Ezio Caboni,  Franco Viviani
- 1984-1985  Franco Rondanini
- 1985-1986  Elvio Fontana
- 1986-1987  Renato Zara,  Giuseppe Caramanno,  Marino Perani
- 1987-1992  Luigi Cichero
- 1992-1993  P. Tonelli
- 1993-1994  Franco Rondanini,  P. Tonelli
- 1994-1995  Claudio Pignotti,  Angelo Moroni
- 1995-1998  Luigi Cichero
- 1998-1999  Luigi Cichero,  Salvatore Di Somma
- 1999-2000  Marco Masi,  Mauro Viviani,  Marco Masi
- 2000-2002  Luigi Cichero
- 2002-2003  Luigi Cichero,  Fausto Silipo
- 2003-2004  Fausto Silipo,  Antonio Soda
- 2004-2005  Antonio Soda
- 2005-2006  Gaetano Musella
- 2006-2007  Paolo Rodolfi,  Gaetano Musella
- 2007-2008  Roberto Biffi,  Giancarlo Calabria,  Luca Soncin
- 2008-2009 ...
- 2009-2010  Giancarlo Calabria,  Alberto Baldisserri
- 2010-2011  Giancarlo Calabria,  Vincenzo Chiarenza,  Salvatore Mango,  Giancarlo Calabria
- 2012-2013  Mattia Moraglia
- 2013-2014  Fabrizio Gatti
- 2014-2015  Vincenzo Stragapede
- 2015-2016  Valentino Papa,  Roberto Cevoli
- 2016-2017  Giancarlo Riolfo,  Alberto Baldisseri
- 2017-2018  Giancarlo Calabria (1ª-15ª),  Francesco Massimo Costantino[25] (16ª-27ª),  Alessandro Lupo (28ª-34ª)
- 2018-2019 ...
- 2019-2020  Nicola Ascoli
- 2020-2021  Alessio Bifini, poi dal 7 gennaio 2021  Matteo Andreoletti
- 2021-2022  Matteo Andreoletti
- 2022-2023  Gabriele Giannini

- 1904-1911 ?
- 1911  Carlo Gastaldi
- 1911-1912  Antonio Canessa
- 1912  Giovan Battista Roggeri
- 1913  Gazzano
- 1929-1930  Vittorio Allaria
- 1930-1932  Giuseppe Panizzi
- 1933-1934  Pianavia Vivaldi
- 1934-1935  Piero Perotti
- 1935-1936  Stefano "Rossetto" Rossi
- 1936-1937  Giovanni Guidi,  De Feo Nasuelli,  Giulio Renzetti
- 1937-1938  Giuseppe Panizzi
- 1938-1939  Giulio Renzetti
- 1939-1940  Stefano "Rossetto" Rossi
- 1940-1941  Alfredo Morosetti
- 1941-1943  Piero Dusio
- 1943-1946  Nicola Nicosia
- 1946-1947  Nello Cella
- 1947-1949  Aldo Zoli
- 1949-1950  Domenico Bertolo,  Franco Negri
- 1950-1952  Antonio Carbone
- 1952-1959  Adriano Morosetti
- 1959-1962  Cornelio Crosta
- 1962-1963  Nello Cella
- 1963-1966  Carlo Gastaldi
- 1966-1967  Renato Lanza
- 1967-1968  Giuseppe Corradi
- 1968-1969  Bruno Borgotallo
- 1969-1972  Giovanni Pesante
- 1972-1973  Carlo Gastaldi
- 1973-1974  Angelo Sormani
- 1974-1977  Angelo Nicola Amato
- 1977-1984  Gianni Borra
- 1984-1986  Bernardino Sciolli
- 1986-1987  Giuseppe D'Antuono
- 1987-1990  Eugenio Di Meco
- 1990-1992  Savio Corradini
- 1991-1992  Paolo Ammirati
- 1992-1994  Loris Bassi
- 1994-1995  Paolo Ammirati
- 1995-1996  Giuseppe Scarzella
- 1996-1998  Leonardo Scarzella
- 1997-1998  Renato Andrietti
- 1998-1999  Piergiorgio Bella
- 1999-2000  Lorenzo Cavallo
- 2000-2001  Giovanni Robotti
- 2001-2002  Marco Ventimiglia
- 2002-2005  Giuseppe Ruggieri
- 2005-2006  Antonio Ruggieri
- 2006-2007  Giulio Pianese
- 2007-2008  Gianni Gullo,  Carlo Barillà
- 2009-2011  Marco Del Gratta
- 2012-2014  Luca Colangelo
- 2014-2015  Alessio Graglia
- 2015-2017  Renato Bersano
- 2017-2021  Glauco Ferrara
- 2021-  Alessandro Masu

## Palmarès

### Competizioni nazionali
- Coppa Italia Dilettanti: 1

2015-2016

### Competizioni interregionali
- Prima Divisione: 1

1934-1935
- Serie C: 1

1936-1937
- Serie C2: 1

1978-1979
- Campionato Nazionale Dilettanti: 1

1997-1998

### Competizioni regionali
- Promozione: 1

1974-1975
- Eccellenza: 3

1991-1992, 1995-1996, 2009-2010
- Coppa Italia Dilettanti Liguria: 3

1995-1996, 2009-2010, 2015-2016
- Seconda Categoria: 1

1988-1989
- Prima Categoria: 1

1989-1990
- Coppa Italia Dilettanti Liguria: 3

1995-1996, 2009-2010, 2015-2016

### Altri piazzamenti
- Serie C:

Secondo posto: 1935-1936 (girone C), 1940-1941, 1946-1947, 1950-1951, 1951-1952
Terzo posto: 1947-1948, 1949-1950
- Campionato Nazionale Dilettanti:

Terzo posto: 1996-1997 (girone A)
- Serie D:

Secondo posto: 2003-2004, 2017-2018 (girone E), 2018-2019, 2021-2022 (girone A)
Promozione: 1977-1978 (girone A)
- Eccellenza:

Secondo posto: 2015-2016
- Promozione:

Secondo posto: 1970-1971, 1973-1974
Terzo posto: 1990-1991
- Coppa Italia Serie C:

Finalista: 2005-2006
Semifinalista: 1982-1983
- Scudetto Dilettanti:

Finalista: 1997-1998

## Statistiche e record

### Partecipazione ai campionati
| Livello | Categoria                       | Partecipazioni | Debutto   | Ultima stagione | Totale |
| ------- | ------------------------------- | -------------- | --------- | --------------- | ------ |
| 2º      | Serie B                         | 3              | 1937-1938 | 1939-1940       | 3      |
| 3º      | Prima Divisione                 | 1              | 1934-1935 | 1934-1935       | 30     |
| 3º      | Serie C                         | 22             | 1935-1936 | 1962-1963       | 30     |
| 3º      | Serie C1                        | 7              | 1979-1980 | 1985-1986       | 30     |
| 4º      | Serie D                         | 20             | 1963-1964 | 2025-2026       | 28     |
| 4º      | Serie C2                        | 8              | 1978-1979 | 2010-2011       | 28     |
| 5º      | Campionato Nazionale Dilettanti | 4              | 1992-1993 | 1997-1998       | 9      |
| 5º      | Serie D                         | 5              | 2000-2001 | 2007-2008       | 9      |

La Sanremese/Unione Sanremo ha disputato un totale di 62 stagioni sportive giocate nelle leghe nazionali e interregionali.

## Tifoseria

### Storia
La tifoseria organizzata della Sanremese è guidata dai gruppi Irriducibili, nato nel 2002, e Sanremo 1904, formatosi intorno al 2015, dopo che i gruppi precedenti si sono sciolti a causa dei fallimenti societari. Persone delle vecchie generazioni, insieme alle nuove, sono riuscite a riformare con discreti numeri uno zoccolo duro, in grado di sostenere la "Sanre" anche in trasferta. Tutto ciò grazie anche ai risultati ottimi della squadra, che in pochi anni è riuscita a tornare ai vertici del campionato di Serie D, sfiorando più volte la promozione in Serie C.
In precedenza la "gradinata" annoverava altre fazioni poi disciolte, tra cui Ultras Sanremo, Nuova Guardia, Kaos e Cani Sciolti.

### Gemellaggi e rivalità
I tifosi matuziani sono gemellati con i tifosi dell'Albenga dal 1992 e coltivano buoni rapporti con i sostenitori del Legnano, Borgosesia, Sampdoria, Virtus Entella, Ivrea e Nuorese.
Per contro sono considerate rivali le tifoserie dell'Imperia, Savona, Pro Vercelli, Massese, Viareggio, Sestri Levante, Ponsacco, Albissola, Cuneo e all'estero quella del Nizza, visto il gemellaggio dei nizzardi con i tifosi Imperiesi e della vicinanza tra le due città.